# Palpostoma aldrichi
Palpostoma aldrichi är en tvåvingeart som beskrevs av Hardy 1938. Palpostoma aldrichi ingår i släktet Palpostoma och familjen parasitflugor. Inga underarter finns listade i Catalogue of Life.